# Bengaluru Open I 2022
Il Bengaluru Open I 2022 è stato un torneo maschile di tennis professionistico. È stata la 5ª edizione del torneo, la prima del 2022, facente parte della categoria Challenger 80 nell'ambito dell'ATP Challenger Tour 2022, con un montepremi di 53 120 $. Si è giocato dal 7 al 13 febbraio 2022 sui campi in cemento all'aperto del KSLTA Stadium di Bangalore, in India. La settimana successiva si è svolta la sesta edizione.

## Partecipanti

### Teste di serie
| Nazionalità | Giocatore         | Ranking* | Testa di serie |
| ----------- | ----------------- | -------- | -------------- |
| Rep. Ceca   | Jiří Veselý       | 80       | 1              |
| Italia      | Stefano Travaglia | 93       | 2              |
| Australia   | Aleksandar Vukic  | 140      | 3              |
| Francia     | Hugo Grenier      | 158      | 4              |
| Turchia     | Altuğ Çelikbilek  | 161      | 5              |
| Francia     | Enzo Couacaud     | 162      | 6              |
| Svezia      | Elias Ymer        | 163      | 7              |
| Italia      | Federico Gaio     | 174      | 8              |

* Ranking al 31 gennaio 2022.

### Altri partecipanti
I seguenti giocatori hanno ricevuto una wild card per il tabellone principale:
- S D Prajwal Dev
- Saketh Myneni
- Rishi Reddy

I seguenti giocatori sono passati dalle qualificazioni:
- Antoine Bellier
- Gabriel Décamps
- Borna Gojo
- Malek Jaziri
- Arjun Kadhe
- Rio Noguchi

Il seguente giocatore è entrato in tabellone come lucky loser:
- Steven Diez

## Campioni

### Singolare
Tseng Chun-hsin ha sconfitto in finale  Borna Gojo con il punteggio di 6–4, 7–5.

### Doppio
Saketh Myneni /  Ramkumar Ramanathan hanno sconfitto in finale  Hugo Grenier /  Alexandre Müller con il punteggio di 6–3, 6–2.